# Elim Chan
Elim Chan (kinesiska: 陳以琳), född den 18 november 1986 i Hongkong, är en kinesisk dirigent. Chan är under koncertsäsongen 2019–2020 verksam som chefsdirigent vid Antwerp Symphony Orchestra och var dessförinnan förste gästdirigent vid Royal Scottish National Orchestra under säsongen 2018–2019.

## Studier
Elim Chan sjöng i en barnkör i Hong Kong och började spela piano vid sex års ålder. Hon tog kandidatexamen i musik vid Smith College i Massachusetts. Efter detta fortsatte hon sina studier vid University of Michigan där hon var musikalisk ledare för University of Michigan Campus Symphony Orchestra och Michigan Pops Orchestra. Där tog hon en masterexamen och fortsatte studierna med att doktorera i orkesterdirigering. Hon avslutade sin utbildning med examen som dirigent år 2014. År 2013 belönades Chan med Bruno Walter Conducting Scholarship och 2015 var hon masterclass-elev hos Bernard Haitink i Luzern.

## Musikalisk karriär
År 2014 blev Elim Chan den första kvinnan någonsin att vinna dirigenttävlingen Donatella Flick Conducting Competition. Tack vare denna seger fick hon under säsongen 2015–2016 möjlighet att arbeta som assisterande dirigent vid London Symphony Orchestra. Under säsongen 2016–2017 var hon stipendiat i Dudamel Fellowship-program vid Los Angeles Philharmonic.
2018–2019 efterträdde Chan Thomas Søndergård som förste gästdirigent vid Royal Scottish National Orchestra.
Från och med säsongen 2019–2020 är Chan verksam som chefsdirigent vid Antwerp Symphony Orchestra med Koningin Elisabethzaal i Antwerpen som fast konserthus. Chan, som efterträder bland andra Edo de Waart och Jaap van Zweden, är Antwerp Symphony Orchestras yngsta chefsdirigent någonsin.
Dessutom har Chan varit gästdirigent vid Mariinsky-teaterns orkester, Hong Kong Philharmonic Orchestra, London Symphony Orchestra, Koninklijk Concertgebouworkest, Orchestre Philharmonique de Luxembourg, Philharmonia Orchestra, Royal Liverpool Philharmonic Orchestra, Frankfurt Radio Symphony Orchestra, Orchestre National de Lyon, Rotterdams Philharmonisch Orkest, Houston Symphony och Music Academy of the West.
Hon har också dirigerat National Arts Centre Orchestra i Ottawa och Orchestre de la Francophonie vid NAC Summer Music Institute 2012, där hon samarbetade med Pinchas Zukerman. Hon har deltagit i Musical Olympus Festival i Sankt Petersburg och även deltagit i workshops vid Cabrillo Festival Orchestra och Baltimore Symphony Orchestra (med Marin Alsop, Gerard Schwarz och Gustav Meier).

## Personligt
Elim Chan är förlovad med den nederländska slagverkaren Dominique Vleeshouwers, som år 2020 belönades med Nederlandse Muziekprijs.